# Pitangus
A Pitangus a madarak osztályának a verébalakúak (Passeriformes) rendjébe, a királygébicsfélék (Tyrannidae) családjába tartozó nem.

## Rendszerezés
A nembe az alábbi két faj tartozik:
- Pitangus lictor
- bentévi (Pitangus sulphuratus)